# Temelucha rotunda
Temelucha rotunda är en stekelart som beskrevs av Dasch 1979. Temelucha rotunda ingår i släktet Temelucha och familjen brokparasitsteklar. Inga underarter finns listade i Catalogue of Life.